# Mario Borrello
Mario Borrello (prima metà XII secolo – seconda metà XII secolo) è stato un nobile italiano, gran connestabile e gran giustiziere del Regno di Sicilia.

## Biografia
Scarse e frammentarie sono le notizie sulla biografia di Mario Borrello. Sconosciuti sono il luogo e la data di nascita di Mario, con quest'ultima che deve essere posta nella prima metà del XII secolo, così come non sono chiare le relazioni con i familiari a lui più prossimi: suo padre pare sia stato un Oddone, mentre ignota è l'identità della madre. Ha avuto da consorte ignota due figli, Bartolomeo e Simone. Non è tuttavia da escludere l'ipotesi che vede il suddetto Simone, che fu abate di Subiaco (detto e noto quindi come Simone di Subiaco), essere stato invece fratello di Mario. Cosa certa è che Mario fu probabilmente il membro più celebre della famiglia Borrello.
Nulla si sa sulla sua giovinezza; le prime notizie che si hanno di lui partono dal 1155, quando partecipò con altri feudatari ad una rivolta ordita dal papa e dall'imperatore bizantino ai danni del re del Regno di Sicilia Guglielmo il Malo, che portò, in un primo momento, alla presa di Arce, Sessa Aurunca, Sora e Teano. Il re, nonostante le iniziali difficoltà, riuscì alla fine a sedare la rivolta.
Le vicende successive portarono all'ascesa di Maione da Bari, gran cancelliere e grande ammiraglio del Regno di Sicilia, come primo ministro e personaggio più potente del reame, il che andava a rincrescere le ostilità dei feudatari nei confronti del sovrano. Ciò portò Mario, che aveva un ruolo di non poco conto nel Regno di Sicilia (ne era sia il gran connestabile che il gran giustiziere), Matteo Bonello ed altri nobili ad ordire intorno al 1160 una congiura contro questi, che culminò con il suo assassinio, avvenuto a Palermo il 10 novembre di tale anno per mano di Matteo in persona. Subito dopo Mario aizzò il popolo di Salerno e i territori ad esso limitrofi a ribellarsi al sovrano. Quando l'anno seguente il re, domata la rivolta nelle altre regioni, marciò su Salerno, i rivoltosi si diedero alla fuga, riuscendo a nascondersi nei loro feudi situati in Abruzzo e in Campania.
Non si hanno ulteriori notizie di Mario, che dovette morire in un luogo ignoto, al di fuori dei confini del Regno di Sicilia, entro la seconda metà del XII secolo.